# 六甲纜索線
六甲纜索線（日语：／ Mayakēburu sen */?）是一條連接兵庫縣神戶市灘區六甲纜索下站至六甲山上站，由六甲山觀光經營的纜索鐵路。

## 概要
乘坐此索道可登上六甲山，而六甲山最高峰的山頂位於六甲山上站東北方3.7公里處。在六甲山上站設有六甲山上巴士（也是由六甲山觀光經營）的巴士站，轉乘巴士可前往六甲有馬索道車站，在該處再轉乘索道前往有馬溫泉。
六甲山上站的車站大樓在路線開通時已經存在，大樓是裝飾藝術風格建築物。現時還保留了該風格。在山上站曾經舉行了演唱會。另外在創業當初，六甲索道下站也有與六甲山上站相似的建築物，可是在1938年發生阪神水災，使該建築物受損，在這個契機下重建了一座山區小屋風格的建築物，直至現在。

### 路線數據
- 路線距離（營業距離）：1.7公里
- 軌距：1067毫米
- 車站數目：2個（包括起終點站）
- 方式：單線2輛交走式
- 最大高低差：493.3米
- 最大坡度：498‰（約26°28′）

## 運行形態
每20分鐘一班，乘車時間為10分鐘。但是，當大型假期與旅遊旺季時，每15分鐘一班。

## 車輛
現在的車輛為第三代，於1999年開始行走。以2卡編成，靠近山下的車廂是復古風，車身上半部分為開放式（展望車）。車身顏色分別有紅色配以深綠色，以及綠色配以淺褐色，前者稱為「經典型」，後者為「復古型」車輛。車輛編號方面，「經典型」靠近山上的車輛為1號，展望車為3號；「復古型」靠近山上的車輛為2號，展望車為4號。車輛顏色設計參考自阪神電鐵和神戶市電創業時的車輛。
第二代車輛在1959年由日立製作所製造。這些車輛設有展望車，同時也是2輛編成。靠近山上的車輛之車頭有一個圓形的引擎蓋形狀，整架列車共有4道摺門。塗裝方面，底色為黃色，1、3號車配以紅色帶，2、4號車配以綠色帶（八栗纜車的第二代靠近山上的車輛也是同型號，現時還在行走）。

## 歷史

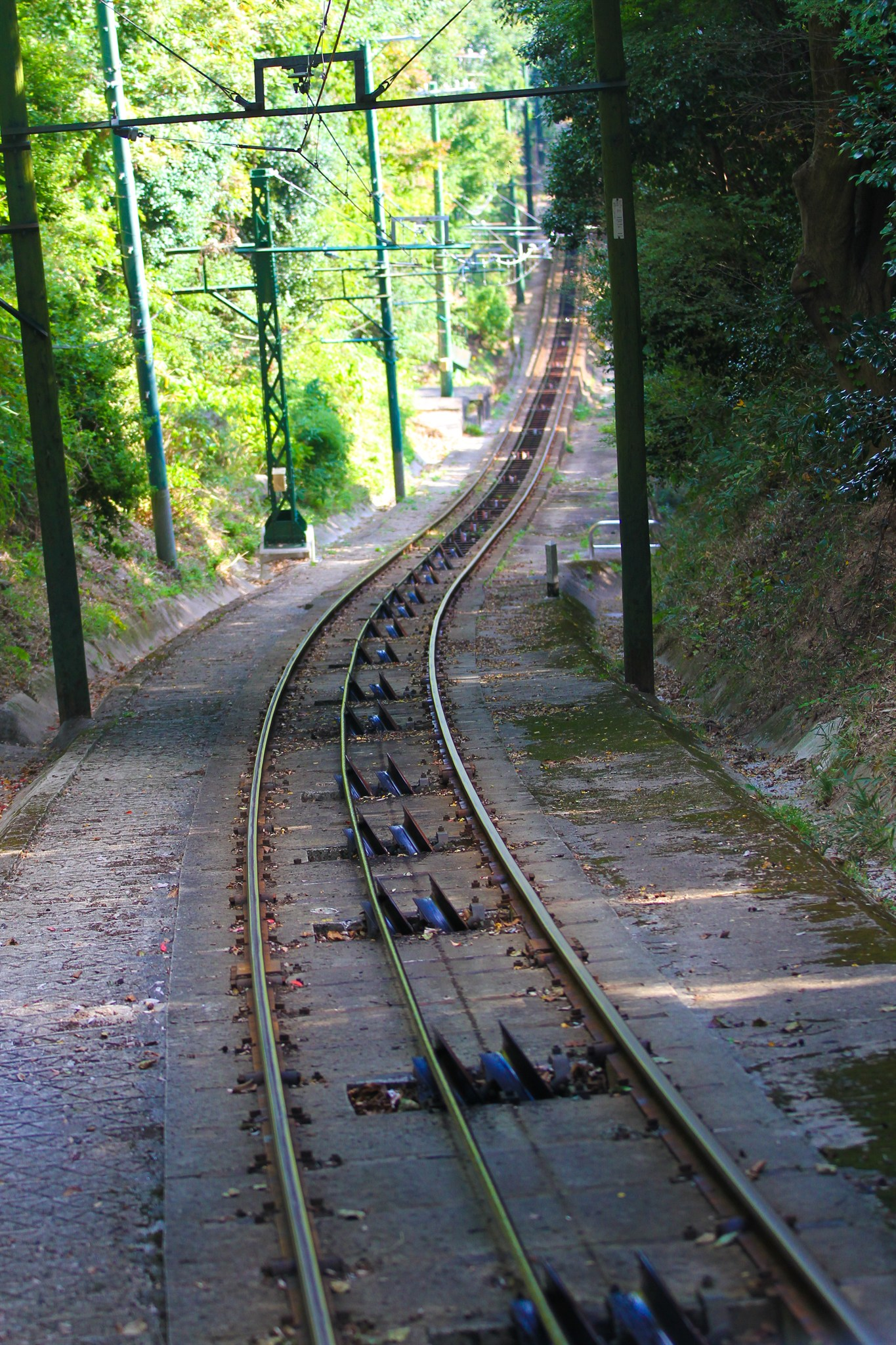
纜索線

- 1932年（昭和7年）3月10日 六甲越有馬鐵道，土橋站（現時：六甲纜索下站） - 清水站 - 六甲山站（現時：六甲山上站）之間開通[1]。當時分為兩個區間，乘客需要在中途清水站轉乘車輛。
- 1938年（昭和13年）
  - 7月5日 發生水災，使全線不能通行。土橋站和清水站因土石流而受損。
  - 8月4日 臨時重開。
- 1944年（昭和19年）2月11日 成為不要不急線，路線暫停服務。路線被撤走。
- 1945年（昭和20年）8月25日 路線重開[1]。
- 1959年（昭和34年） 第二代車輛開始行走。
- 1968年（昭和43年）8月10日 皇太子明仁親王與其妃美智子乘車。
- 1973年（昭和48年）2月1日 土橋站改名為六甲纜索下站。
- 1975年（昭和50年）10月29日 六甲越有馬鐵道與摩耶纜索經營者摩耶鋼索鐵道合併，成為六甲摩耶鐵道的路線。
- 1981年（昭和56年）5月25日 昭和天皇到訪六甲山上站。屋頂的觀景台改名為「天覽台」。
- 1995年（平成7年）
  - 1月17日 發生阪神大地震，使路線不能通行。
  - 7月21日 路線重開[2]。
- 1999年（平成11年）3月27日 第三代車輛開始行走。
- 2013年（平成25年）
  - 9月16日 颱風萬宜的吹襲下，使線內發生泥沙災害，路線暫停服務。
  - 10月1日 六甲摩耶鐵道和六甲山相關設施之經營者阪神綜合休閒（日语：阪神総合レジャー）合併，成為六甲山觀光路線。
- 2014年（平成26年）1月25日 泥沙完全撤走，路線重開[3]。

## 車站列表
六甲纜索下站（海拔244.2米） - 六甲山上站（海拔737.5米）

## 接續路線
- 六甲纜索下站：
  - 神戶市營巴士 16系統 經JR六甲道前往阪神御影
  - 神戶市營巴士 16系統 前往JR六甲道
    - 六甲纜索下 - 高羽町 - 阪急六甲 - JR六甲道 - 阪神御影

  - 神戶市營巴士 26系統 前往JR六甲道
    - 六甲纜索下 - 昭生醫院前 - 六甲台西 - 神戶海星醫院前 - 阪急六甲 - JR六甲道方向

※16系統和26系統的乘車處有一些距離。
- 六甲山上站：
  - 六甲山上明巴士（日语：六甲山上バス）
  - 六甲摩耶空中穿梭巴士（日语：六甲摩耶スカイシャトルバス）
  - （六甲有馬索道表六甲線在2004年12月暫停營運）

## 圖庫

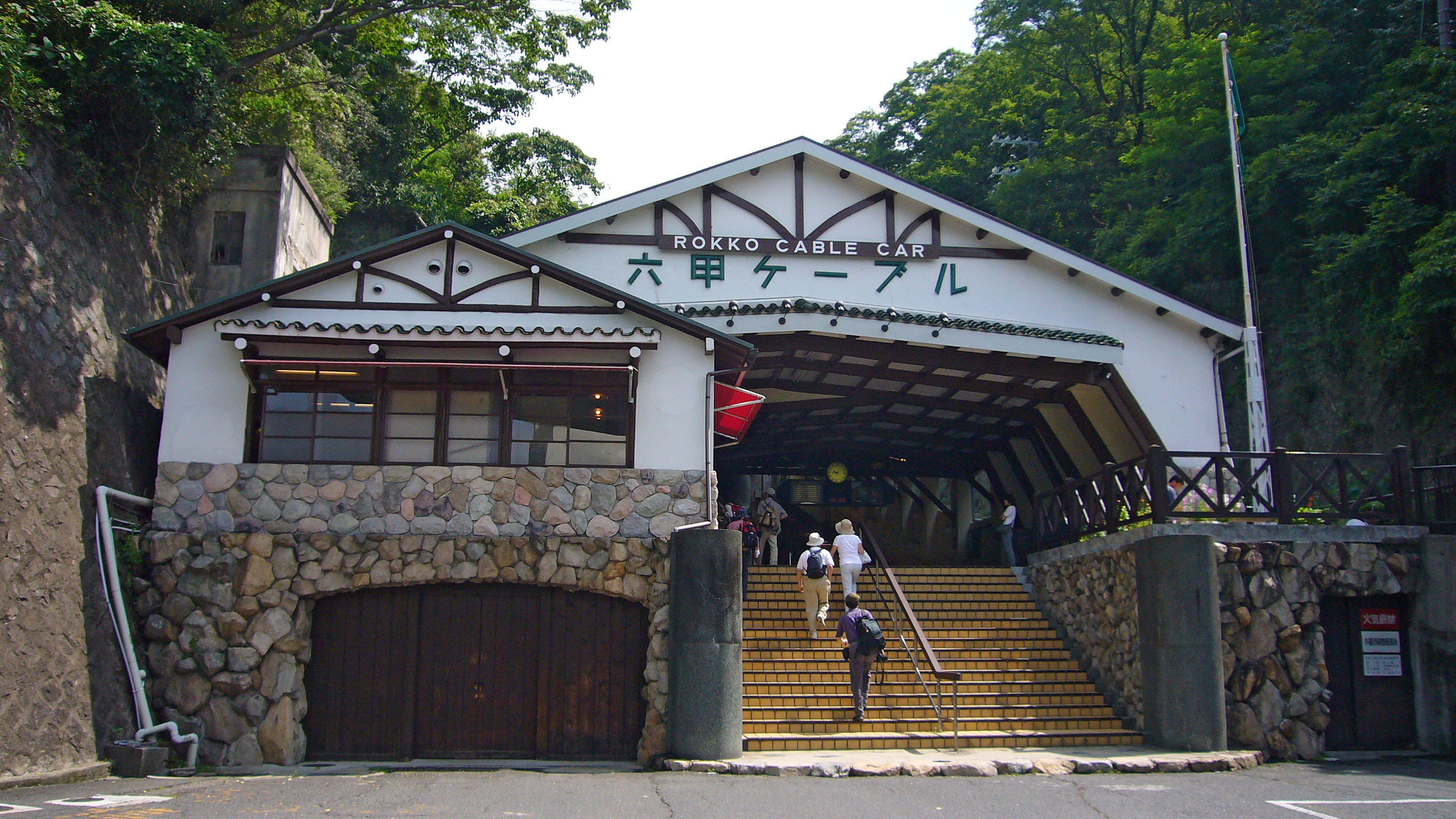
六甲纜索下站
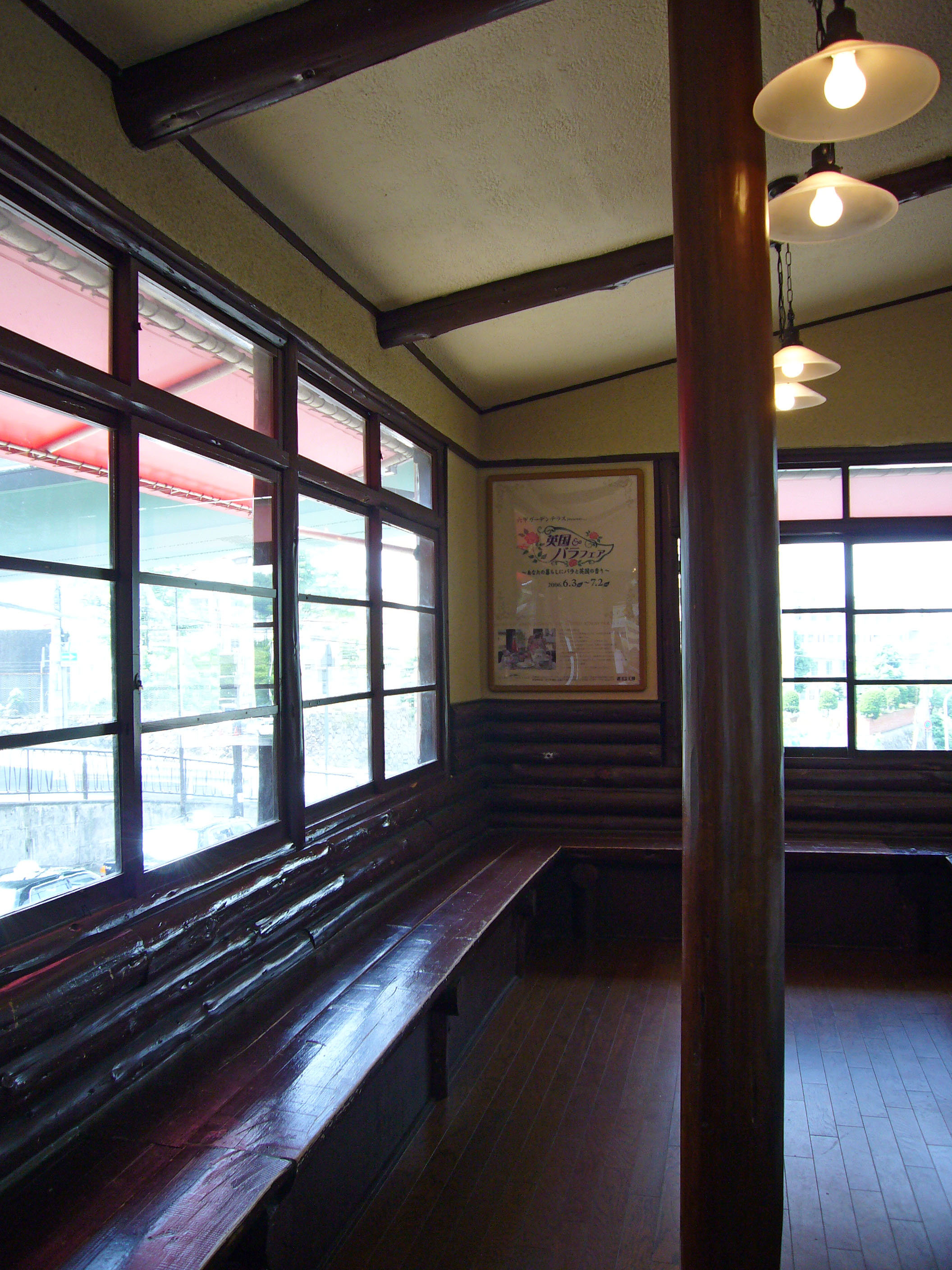
六甲纜索下站的候車室
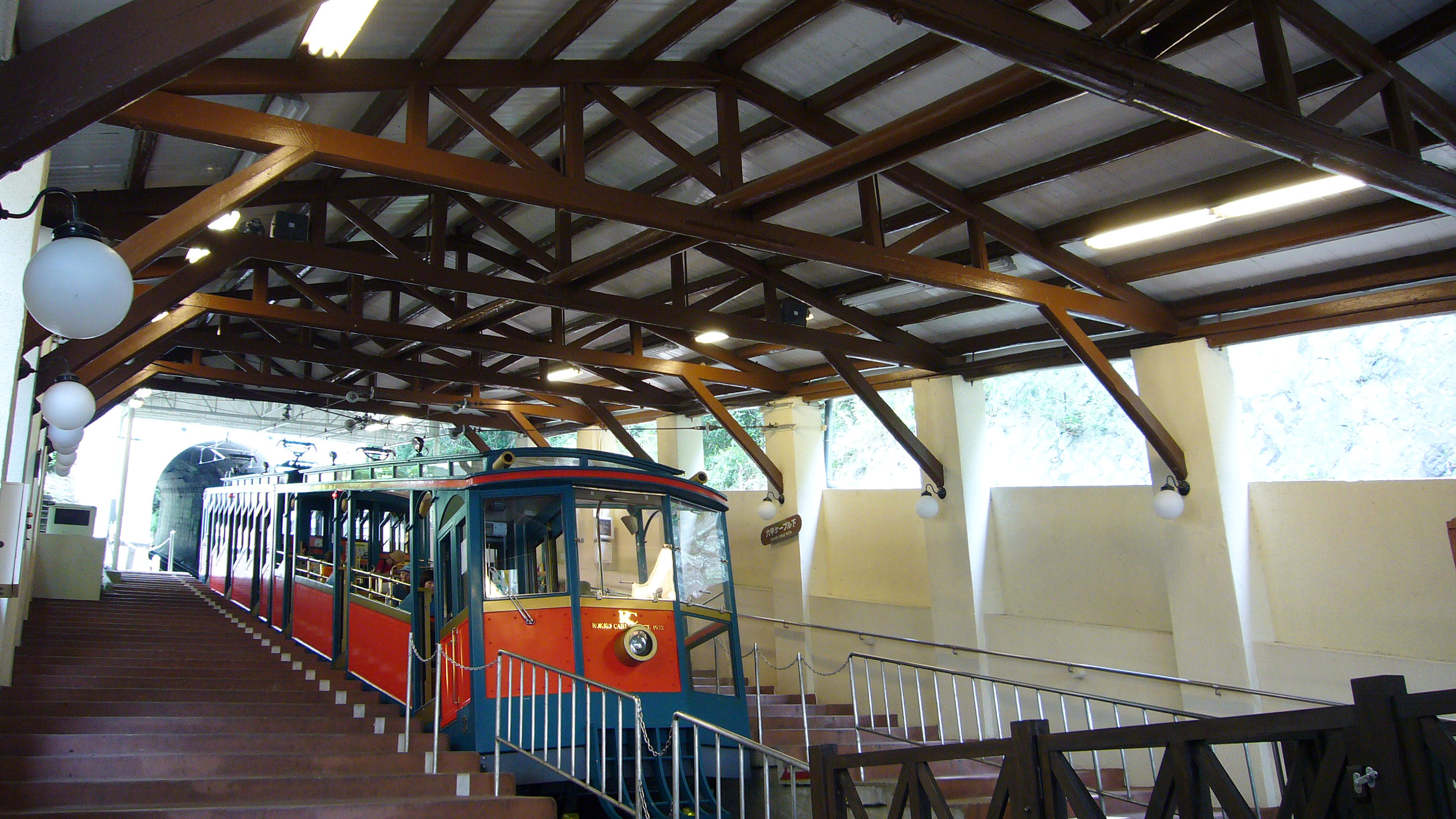
六甲纜索下站月台和1、3號車
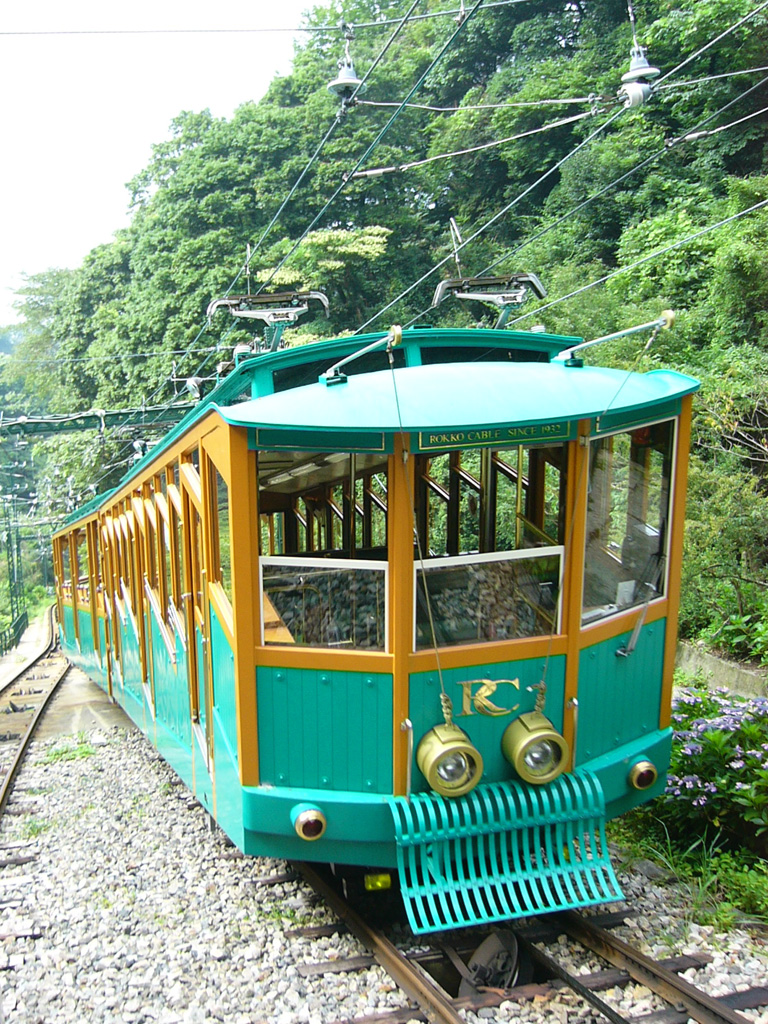
行走中的六甲纜車2、4號車
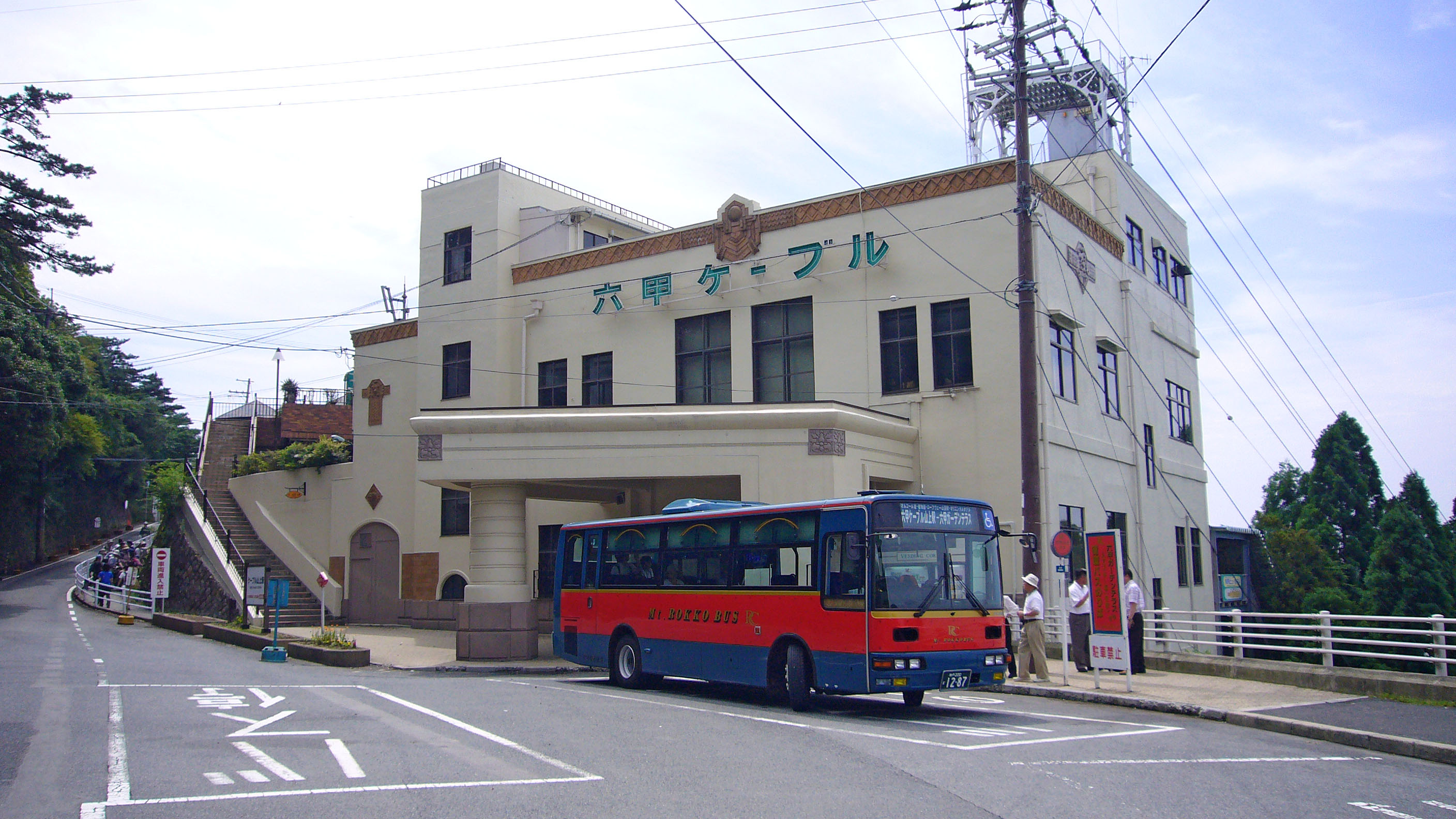
六甲山上站和六甲山上巴士
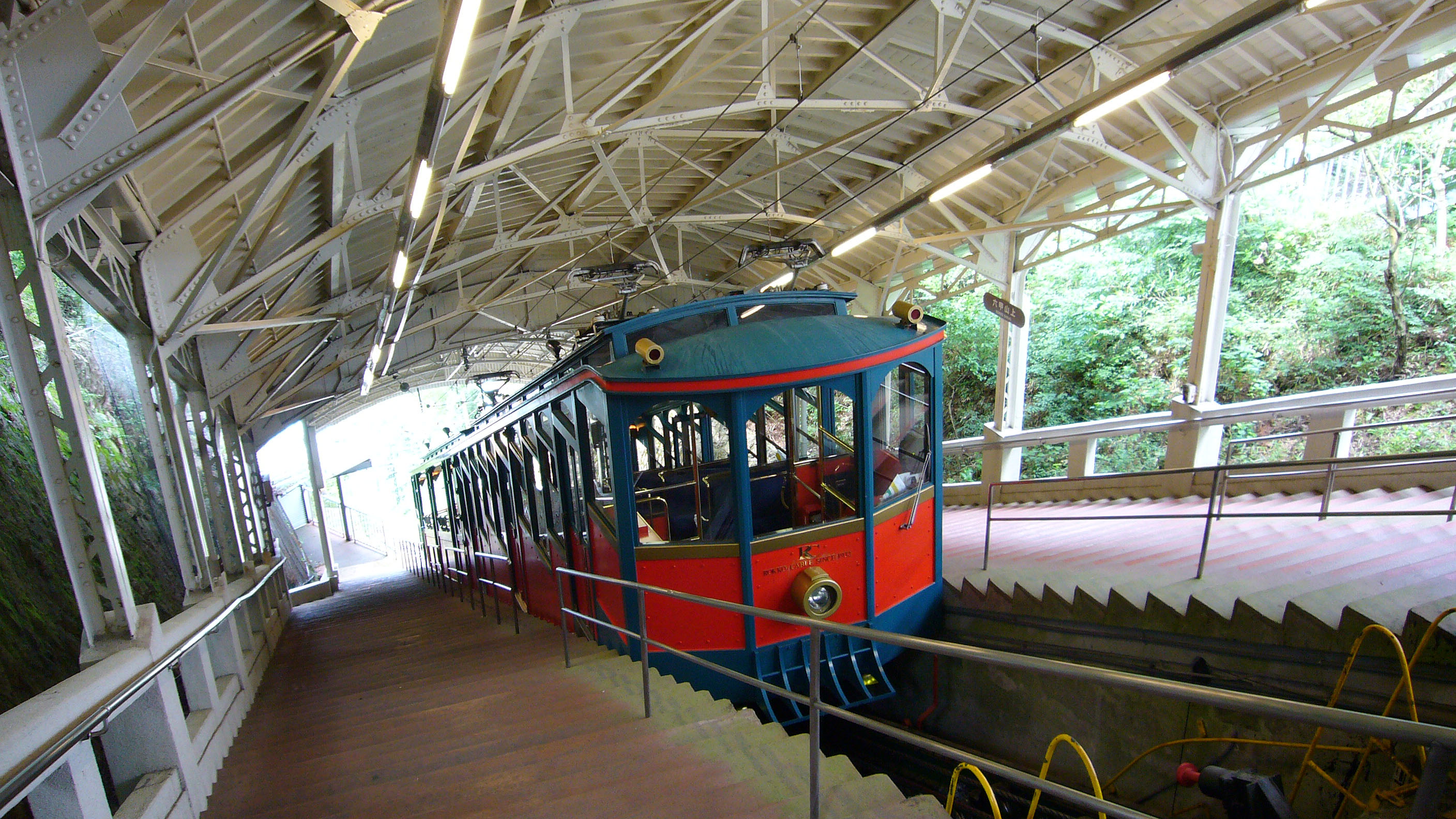
六甲山上站月台和1、3號車

## 注腳
1. 1 2 3 4  曾根悟（監修）. 朝日新聞出版分冊百科編集部（編集） , 编. . 週刊朝日百科. 30号 モノレール・新交通システム・鋼索鉄道. 朝日新聞出版. 2011-10-16: 36 （日语）.
2. ↑  . 交通新聞 (交通新聞社). 1995-07-17: 3 （日语）.
3. ↑  . 神戸新聞. 2014-01-24  [2014-01-24]. （原始内容存档于2016-01-31） （日语）.

## 外部連結
- 六甲纜索（六甲山ポータルサイト ROKKOSAN.COM） （页面存档备份，存于）（日語）